# Diodoto (filósofo)
Diodoto (en griego: Διόδοτος) fue un filósofo estoico del siglo I a. C. Fue famoso por ser maestro de Marco Tulio Cicerón
Vivió casi toda su vida en Roma en la casa de Cicerón, donde lo instruyó en la filosofía estoica, fundamentalmente en la Lógica. Aunque Cicerón nunca aceptó por completo la filosofía estoica, siempre habló de Diodoto como uno de los más importantes filósofos.
En sus últimos años Diodoto padeció de ceguera, lo que no impidió que continuase estudiando y enseñando. Murió en la casa de Cicerón el año 59 a. C., dejando a su amigo y discípulo todas sus propiedades.